# トムグリーン郡 (テキサス州)
トムグリーン郡（英: Tom Green County）は、アメリカ合衆国テキサス州の中央部西、エドワーズ高原に位置する郡である。人口は14万3208人（2020年）。郡庁所在地はサンアンジェロであり、同郡で人口最大の都市である。
トムグリーン郡はイリオン郡と共にサンアンジェロ都市圏に構成している。

## 歴史

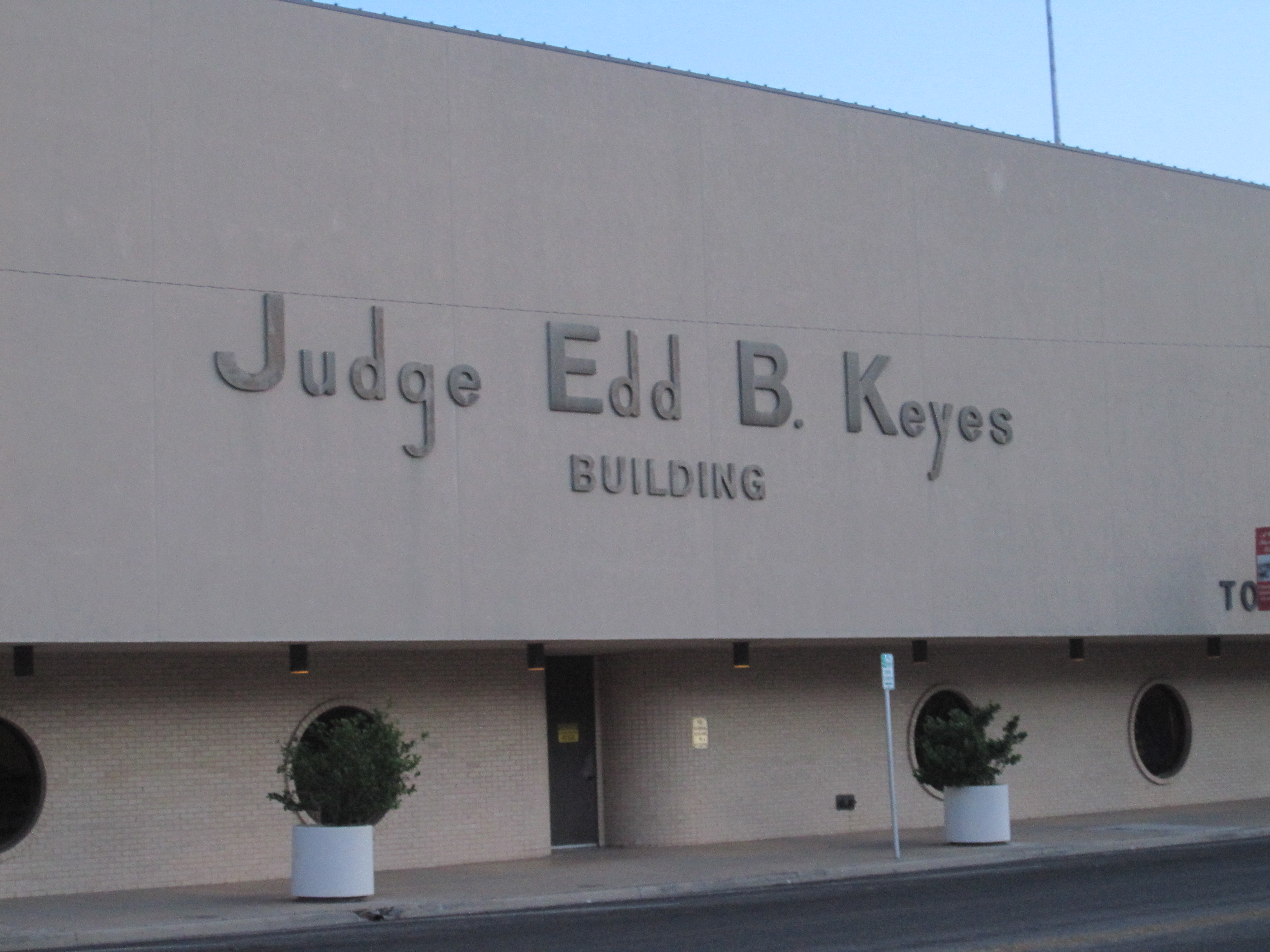
エド・B・キーズ判事別館、トムグリーン郡庁舎の向かい側にある

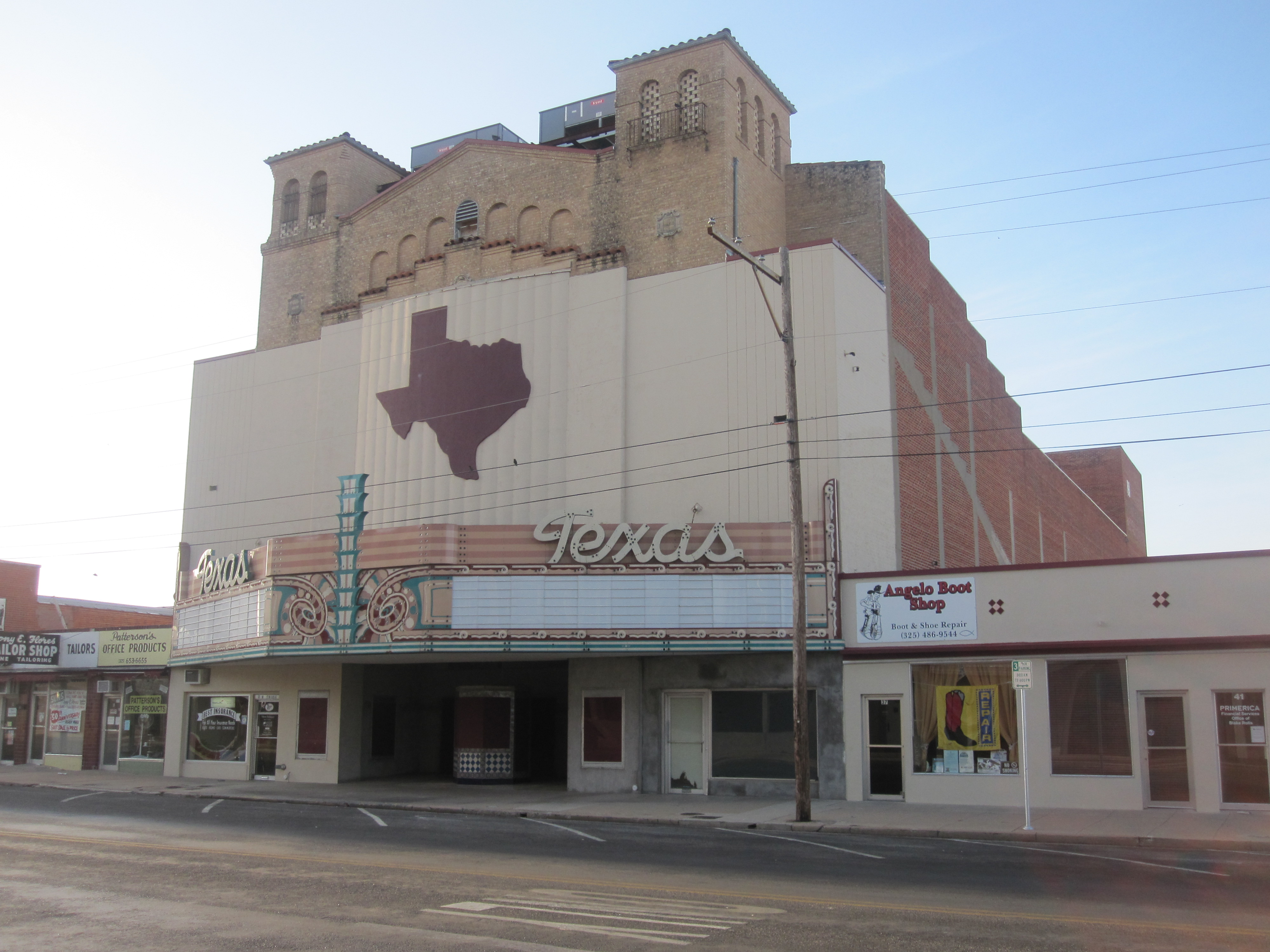
サンアンジェロ市中心街にある元テキサス劇場

1874年3月13日、トムグリーン郡がテキサス州議会によって設立され、郡名は南軍の准将だったトマス・グリーンに因んで名付けられた。当初の面積は60,000平方マイル (160,000 km2) あった。
当初の郡庁所在地はベンフィックリンの町だったが、1882年のコンチョ川洪水で町が破壊され、65人が水死した。郡庁所在地はサンタアンジェラに移転された。1883年、アメリカ合衆国郵便局によって町の名前が公式にサンアンジェロに変更された。

## 地理
アメリカ合衆国国勢調査局に拠れば、郡域全面積は1,541平方マイル (3,991 km2)であり、このうち陸地1.522平方マイル (3,942 km2)、水域は18平方マイル (47 km2)で水域率は1.20%である。

### 主要高規格道路
- アメリカ国道67号線
- アメリカ国道87号線
- アメリカ国道277号線
- テキサス州道208号線

### 隣接する郡
- コーク郡 - 北
- ラネルズ郡 - 北東
- コンチョ郡 - 東
- シュライヒャー郡 - 南
- イリオン郡 - 西
- リーガン郡 - 西
- スターリング郡 - 北西

## 人口動態

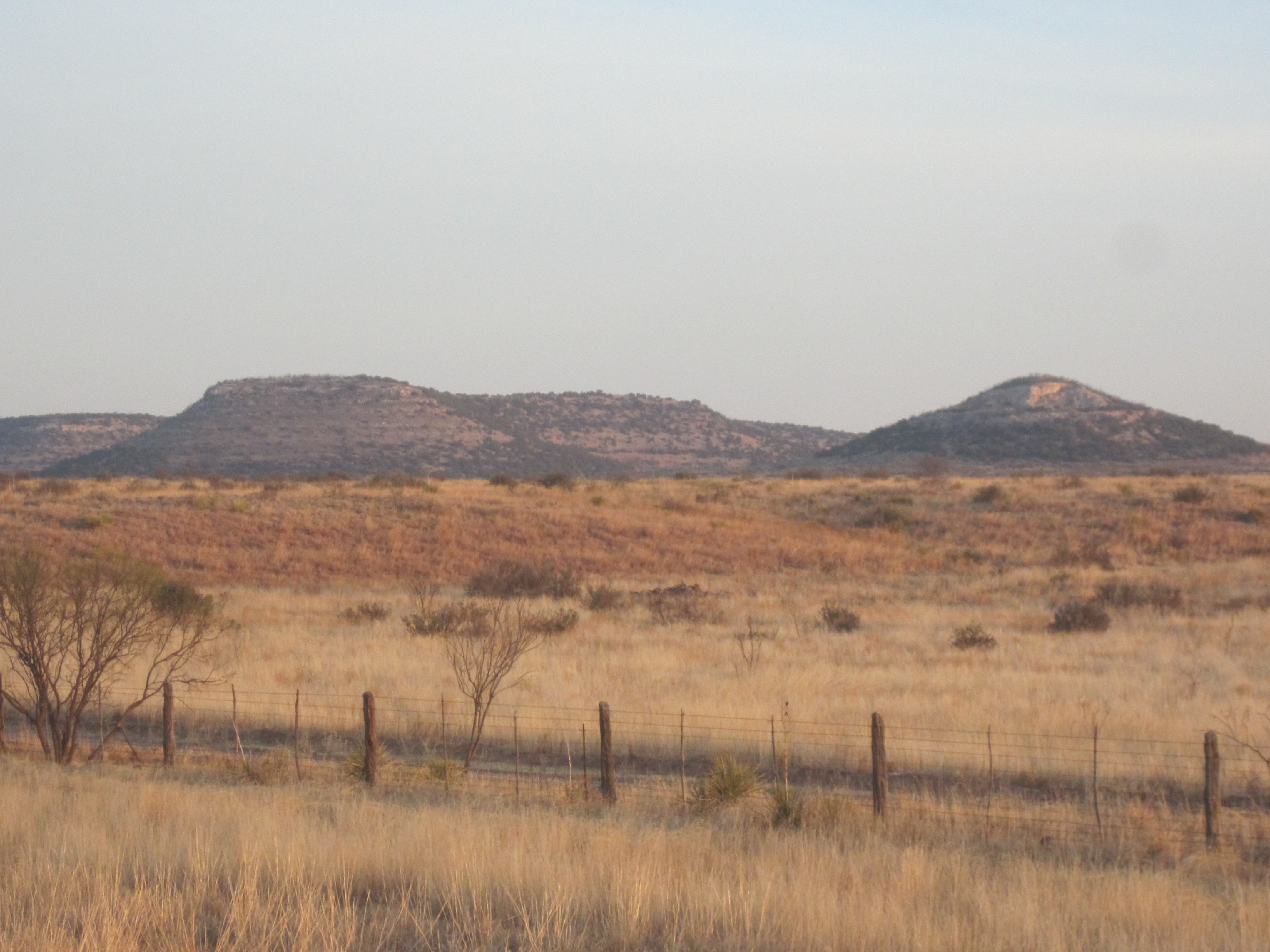
サンアンジェロ市の北西、アメリカ国道87号線からの眺め

以下は2000年国勢調査による人口統計データである。
| 基礎データ - 人口: 104,010人 - 世帯数: 39,503 世帯 - 家族数: 26,783 家族 - 人口密度: 26人/km2（68人/mi2） - 住居数: 43,916軒 - 住居密度: 11軒/km2（29軒/mi2） 人種別人口構成 - 白人: 79.08% - アフリカン・アメリカン: 4.13% - ネイティブ・アメリカン: 0.65% - アジア人: 0.86% - 太平洋諸島系: 0.07% - その他の人種: 12.82% - 混血: 2.39% - ヒスパニック・ラテン系: 30.71% 先祖による構成 - ドイツ系：13.2% - アメリカ人：10.7% - イギリス系：8.2% - アイルランド系：7.2% 年齢別人口構成 - 18歳未満: 26.1% - 18-24歳: 12.8% - 25-44歳: 27.1% - 45-64歳: 20.6% - 65歳以上: 13.4% - 年齢の中央値: 34歳 - 性比（女性100人あたり男性の人口） - 総人口: 93.7 - 18歳以上: 89.9 | 世帯と家族（対世帯数） - 18歳未満の子供がいる: 33.0% - 結婚・同居している夫婦: 52.1% - 未婚・離婚・死別女性が世帯主: 11.9% - 非家族世帯: 32.2% - 単身世帯: 27.2% - 65歳以上の老人1人暮らし: 10.8% - 平均構成人数 - 世帯: 2.52人 - 家族: 3.09人 収入と家計 - 収入の中央値 - 世帯: 33,148米ドル - 家族: 39,482米ドル - 性別 - 男性: 27,949米ドル - 女性: 20,683米ドル - 人口1人あたり収入: 17,325米ドル - 貧困線以下 - 対人口: 15.2% - 対家族数: 11.2% - 18歳未満: 20.2% - 65歳以上: 11.8% |

## 都市と町
- サンアンジェロ - 郡庁所在地

### 国勢調査指定地域
- クリストバル
- グレイプクリーク

### 未編入の町
- ベンフィックリン
- カールスバッド
- ニッカーボッカー
- メリータ
- タンカーズレー
- バンコート
- ベリベスト
- ウォール
- ウォーターバレー

### 昔の町
- ハリエット

## 教育
トムグリーン郡の公共教育は下記の独立教育学区が管轄している。
- クリストバル独立教育学区
- グレイプクリーク独立教育学区
- マイルズ独立教育学区、大半はラネルズ郡内
- サンアンジェロ独立教育学区
- ベリベスト独立教育学区
- ウォール独立教育学区
- ウォーターバレー独立教育学区

### カレッジ
- ハワード・カレッジ
- アンジェロ州立大学